# 宝法寺
宝法寺 位于美国加利福尼亚州尔湾市，是美国最大的佛教寺院之一。该寺信徒主要是美籍华人和美籍越南人，其中不乏加州大学欧文分校的学生。
宝法寺的创始人真一法师出生于台湾，1990年接受万佛圣城宣化和尚的建议，在尔湾兴建宝法寺。这座寺庙耗资 500 万美元，位于太平洋贝尔公司的旧址，2002 年底开放。